# Marianne Pettersen
Pour les articles homonymes, voir Pettersen.
Marianne Iren Pettersen, née le 12 avril 1975 à Oslo, est une footballeuse norvégienne, jouant au poste d'attaquant.

## Biographie
Elle est internationale norvégienne de 1994 à 2003 à 98 reprises pour 66 buts et est la meilleure buteuse de la sélection. Elle participe aux éditions 1995 (vainqueur, 3 buts), 1999 (quatrième, 3 buts) et 2003 (quart-de-finale, 2 buts) de la Coupe du monde et aux éditions 1996 (médaille de bronze, 2 buts) et 2000 (médaille d'or, 2 buts) des Jeux olympiques.
Elle joue pour deux clubs : un norvégien Asker FK et un anglais Fulham Ladies.